# 佘自强 (进士)
佘自強（1566年—1624年），號健吾，四川重慶府合州銅梁縣人，明朝政治人物。

## 生平
萬曆十九年（1591年）辛卯科四川鄉試舉人，二十年（1592年）聯捷壬辰科三甲第一百九十名進士。兵部觀政，二十二年授博野知縣，二十七年調巴陵縣，三十一年升户部主事，管太倉銀库，督饷昌平，三十六年升员外郎、郎中，三十七年升任陝西布政使司參議，四十年（1612年）五月升陝西按察司副使，七月加參政銜。四十五年起山西參政，四十八年加升山西按察使，泰昌元年（1620年）十月升山西右布政使，天啟二年（1622年）二月舉卓異，賜宴禮部，四月升都察院右副都御史、巡撫延綏，政聲翕然，卒于任上，贈右都御史。

## 著作
著有《治譜》一書，今有“佘自強撰明崇禎十二年呈祥館重刊本”，收錄《歷代珍稀司法文獻》。

## 家族
曾祖佘韜；祖父佘騰漢；父佘藻。子佘昌祚。